# Selo, Ajdovščina
Selo je naselje v Občini Ajdovščina.

## Lega
Na zahodnem delu Slovenije leži Vipavska dolina. Kot predzadnja vas v občini Ajdovščina, 10 km zahodno od Ajdovščine, pod obronki Čavna, leži vas Selo. Vas leži na starem podoru, ki se je utrgal od Čavna, na nadmorski višini od 145 do 170 m.

## Zaselki
- Barkula
- Bauč
- Britih
- Gorni konec
- Guno
- Maitov hrib
- Mandrja
- Na gorici

## Prebivalstvo
Etnična sestava leta 1991:
- Slovenci: 315 (96 %)
- Bošnjaki: 5 (1,52 %)
- Hrvati: 2 (0,6 %)
- Srbi: 2 (0,6 %)
- Jugoslovani 1 (0,3 %)
- Neznano: 3 (0,91 %)
- Skupno: 328 (100 %)

## Ustanove
V Selu je otroški vrtec, trgovina s prehrambenimi izdelki, kmetijska trgovina in frizerski salon.

## Prireditve
Tradicionalne prireditve: pustovanje, praznik patrona, martinovanje, silvestrovanje.
V krajevni skupnosti delujejo tudi Prostovoljno gasilsko društvo SELO, Društvo za kulturo, šport, turizem in razvoj, STUDENEC in vokalna skupina Prijatli.
Na pobudo ljubiteljev druženja iz Sela v Prekmurju je konec devetdesetih let prišla ideja o organizaciji srečanj krajanov vasi SELO, SELA, SELE. V letu 2004 so bili "Siuci"  gostitelji srečanja predstavnikov vseh Sel na Slovenskem. Poletni dogodek je tako v vas privabil številne prebivalce vasi SELO, SELA, SELE iz Slovenije.

## Znamenitosti
Na začetku vasi stoji cerkev sv. Mihaela, ki jo krasijo pred kratkim odkrite freske. Po vasi najdemo več vodnjakov (štirn), kapelice, kužno znamenje, vodni izvir … Na gričku stoji Maitov grad z obokano kletjo in ostanki stare kapele. Domači še hranijo listino, s katero jih je cesar Leopold 1702 zaradi zaslug povišal v plemiče.
Martin Baučer (1595–1668), prvi slovenski zgodovinar, je bil rojen v Selu.